# Isopentylisovalerat
Isopentylisovalerat ist eine chemische Verbindung aus der Gruppe der Carbonsäureester.

## Vorkommen
Isopentylisovalerat ist eine flüchtige Verbindung mit Apfelaroma, die hauptsächlich in Äpfeln und Bananen vorkommt.
Es ist enthalten im ätherischen Öl aus den Blättern von Eucalyptus microcorys, Angelikawurzelöl sowie Blatt- und Fruchtölen von Mastixgummi. Es wurde auch in Wein, Hopfenöl, Olivenöl, Banane, Tomate, Pfefferminz- und Krauseminzeöl, Bier, Rum, Whisky, Apfelwein, Sherry, Pflaume, Quitte, Cherimoya und Feldsalat nachgewiesen.

## Gewinnung und Darstellung
Isopentylisovalerat kann durch eine enzymatische Synthese mit immobilisierter Lipase aus Rhizomucor miehei gewonnen werden.
Isopentylisovalerat kann auch durch Reaktion von Dämpfen von Isoamylalkohol und Isovaleriansäurealdehyd über einem Katalysator bei 240 bis 280 °C in Gegenwart von Wasserstoff gewonnen werden.

## Eigenschaften
Isopentylisovalerat ist eine brennbare, schwer entzündbare, farblose Flüssigkeit mit fruchtigem Geruch, die praktisch unlöslich in Wasser ist.

## Verwendung
Isopentylisovalerat wird als Aromastoff in Kaugummi, Süßigkeiten und Backwaren verwendet.

## Sicherheitshinweise
Die Dämpfe von Isopentylisovalerat können mit Luft ein explosionsfähiges Gemisch (Flammpunkt 80 °C) bilden.